# لوكاس رويز
لوكاس رويز (بالإسبانية: Lucas Ruiz)‏ (7 مارس 1996 في الأوروغواي - ) هو لاعب كرة قدم أوروغواني في مركز الدفاع. لعب مع ريفر بليت.

## وصلات خارجية
- لوكاس رويز على موقع قاعدة بيانات كرة القدم.إي يو (الإنجليزية)
- لوكاس رويز على موقع Soccerway.com (الإنجليزية)
- لوكاس رويز على موقع AS.com (الإسبانية)